# Skräbeån
Skräbeån (også Årupsån) er det det vandløb der afvander Skånes største sø Ivösjön.
Åen er kun 5 kilometer lang men har et afvandingsområde på 1.000 km². Den begynder i Bromölla og løber ud i Möllefjärden, som er en del af Hanöbukten. Middelvandføringen er cirka 9 m³/s.
E22 passerer åen som motorvej lige syd for Bromölla.

## Eksterne kilder og henvisninger
- Skräbeåns vattenråd

56°2′14.57″N 14°28′29.7″Ø / 56.0373806°N 14.474917°Ø